# Katastrofa lotu Mandala Airlines 091
Katastrofa lotu Mandala Airlines nr 091 – katastrofa, do której doszło 5 września 2005 w mieście Medan na Sumatrze (Indonezja). Samolot rejsowy linii Mandala Airlines rozbił się 540 metrów za pasem startowym, na jednej z ruchliwych ulic miasta, zabijając 149 osób, z czego 49 ofiar na ziemi. To trzecia – zaraz po tragedii rejsu nr 152 Garuda Indonesia oraz katastrofie lotu Lion Air 610 – największa katastrofa lotnicza w historii indonezyjskiego lotnictwa.

## Samolot
Samolot, który uczestniczył w wypadku, to Boeing 737-230 indonezyjskich linii Mandala Airlines o numerach rejestracyjnych: PK-RIM. Do momentu katastrofy, eksploatacja samolotu wyniosła – w ciągu 24 lat i dwóch miesięcy – 51 599 godzin lotu i 51 335 cykli start-lądowanie. Maszynę napędzały dwa silniki JT8D-15.

## Przebieg startu
Do wypadku doszło 5 września 2005 roku około godziny 10.15 rano, w fazie rozbiegu maszyny po pasie startowym.
O godzinie 9.52, załoga rejsu MDL 091 z Portu Lotniczego Medan-Polonia w stronę Międzynarodowego Portu Lotniczego Soekarno-Hatta w Dżakarcie, otrzymała ze strony kontroli ruchu lotniczego zezwolenie na tzw. "push-back" spod bramki, po czym rozpoczęła procedurę uruchamiania silników.
O godzinie 9.56 nadzorujący lot kontroler zezwolił załodze na rozpoczęcie kołowania w stronę pasa 23 poprzez pas kołowania "Alfa".
O godzinie 10.02 załoga MDL 091 otrzymała zgodę na start oraz instrukcje dotyczące początkowego wznoszenia po starcie – skręt na kierunek 120 stopni, dotarcie i utrzymanie wysokości na poziomie 460 metrów (1500 stóp).

## Katastrofa
Około godziny 10.15, w końcowej fazie rozbiegu, ku zaskoczeniu pilotów, samolot nie zdołał unieść się w powietrze, wypadając poza pas – uszkodził szereg instalacji oświetleniowej lotniska, przeciął polanę, siłą rozpędu przeleciał przez rzekę i wpadł na ulicę gęsto zaludnionego obszaru miasta. Samolot eksplodował, a wrak stanął w płomieniach. Samolot zniszczył bądź naruszył kilka przylegających do ulicy domów i pojazdów.

## Liczba ofiar
Spośród 117 znajdujących się na pokładzie osób, śmierć poniosło sto osób – 95 pasażerów i cała, pięcioosobowa załoga. Spośród siedemnastu ocalałych, piętnaście osób odniosło poważne obrażenia, a pozostałe dwie (matka z dzieckiem) wyszły z wypadku prawie bez szwanku. Życie straciło także 49 mieszkańców okolicy, a 26 odniosło poważne obrażenia.

## Przyczyny katastrofy
Prowadzone po katastrofie przez Narodową Radę Bezpieczeństwa Transportu śledztwo zakończył raport, wydany 1 stycznia 2009 roku – po 1214 dniach dochodzenia.
Komisja ustaliła, że przyczyna katastrofy tkwiła w nieprawidłowym skonfigurowaniu samolotu przez załogę przed startem, w efekcie czego samolot rozpoczął start z niewysuniętymi klapami na skrzydłach, a złe przeprowadzenie procedury przedstartowej uniemożliwiło wykrycie tego błędu. Dodatkowo – z nieokreślonych do końca przyczyn w kokpicie nie zadziałał alarm, informujący o niewłaściwej pozycji klap (jego dźwięku nie zanotowały mikrofony rejestratora zapisu rozmów w kokpicie, CVR).

## Narodowości pasażerów i załogi
| Kraj      | Pasażerowie | Załoga | Razem |
| --------- | ----------- | ------ | ----- |
| Indonezja | 108         | 5      | 113   |
| Chiny     | 2           | -      | 2     |
| Japonia   | 1           | -      | 1     |
| Malezja   | 1           | -      | 1     |
| Razem     | 112         | 5      | 117   |

## Czarny sierpień
Katastrofa rejsu nr 091 kończy tzw. "czarny sierpień" – okres w historii lotnictwa (od 2 sierpnia do 5 września 2005 roku), podczas którego wydarzyła się niespotykana dotąd liczba sześciu poważnych katastrof lotniczych, takich jak: katastrofa lotu Air France 358, katastrofa lotu Tuninter 1153, katastrofa lotu Helios Airways 522, katastrofa lotu West Caribbean Airways 708 i katastrofa lotu TANS Perú 204. Podczas "czarnego sierpnia" zginęło łącznie 487 ludzi.